# Улица Максима Богдановича (Минск)
Улица Макси́ма Богдано́вича (бел. вуліца Максіма Багдановіча) — одна из главных улиц Минска. Проходит от площади 8 Марта до улицы Кольцова, начальный участок улицы — в Троицком предместье.

## История
Улица сменила множество названий: Борисовский и Староборисовский тракт, Борисовская, Большая Борисовская (по направлению к городу Борисову), Виленская, Троицкая (как и предместье), Новоалександровская, Госпитальная, Александровская (в честь Александра I, с середины XIX века), Коммунальная, Горького (с 1936 года). Современное название дано в 1991 году в честь поэта Максима Богдановича, родившегося на этой улице.

## Описание
Улица Максима Богдановича начинается от площади 8 Марта и моста через Свислочь, продолжая улицу Немига. Она проходит вплоть до окраины города на северо-запад и север, пересекая из крупных улиц улицу Янки Купалы, проспект Машерова, улицу Веры Хоружей, Орловскую улицу и улицу Сурганова, улицу Некрасова и заканчивается на улице Кольцова.

## Примечательные здания и сооружения
В начале улицы, на нечётной стороне, в Троицком предместье, сохранился ансамбль каменной застройки XIX века (дома 5-21). Все дома ансамбля охраняются как памятники архитектуры (номер 711Е000001).
По нечётной стороне
- № 5-21 — застройка Троицкого предместья, XIX век
- № 29 — Минское суворовское военное училище, здание построено в 1953 году на основе здания семинарии

По чётной стороне
- № 2 — комплекс зданий Троицкого монастыря базильянок